# هاروست کوئین
هاروست کوئین (به انگلیسی: Harvest Queen) یک کشتی است. این کشتی در سال ۱۸۵۴ ساخته شد.